# Вититин, Артур
Артур Вититин (эст. Artur Vititin; род. 13 июня 1997) — эстонский борец греко-римского стиля, участник Олимпийских игр 2020 года в Токио.

## Карьера
В августе 2017 года на юниорском чемпионате мира в Тампере, одолев американца на стадии 1/16 финала, выбыл на следующей стадии, проиграв представителю Ирана. В мае 2018 года на чемпионате Европы в Каспийске на стадии 1/8 финала уступил россиянину Виталию Щуру, а в утешительных схватках болгарину Милославу Методиеву. В июле 2021 года стало окончательно известно, что Спортивный арбитражный суд в Лозанне отказал дисквалифицированному эстонскому борцу Хейки Наби, завоевавшему лицензию на Олимпиаду в Токио, в применении первичной правовой защиты. Вместо Наби на Олимпиаду в Японию отправился Витинин, который в первой же схватке за 31 секунду счетом 0:8 уступил Муминжону Абдуллаеву из Узбекистана.

## Достижения
- Чемпионат Европы по борьбе 2018 — 15;
- Европейские игры 2019 — 14;
- Олимпийские игры 2020 — 15;